# Shaolin
Koordinaten: 34° 30′ 7,3″ N, 112° 55′ 48″ O

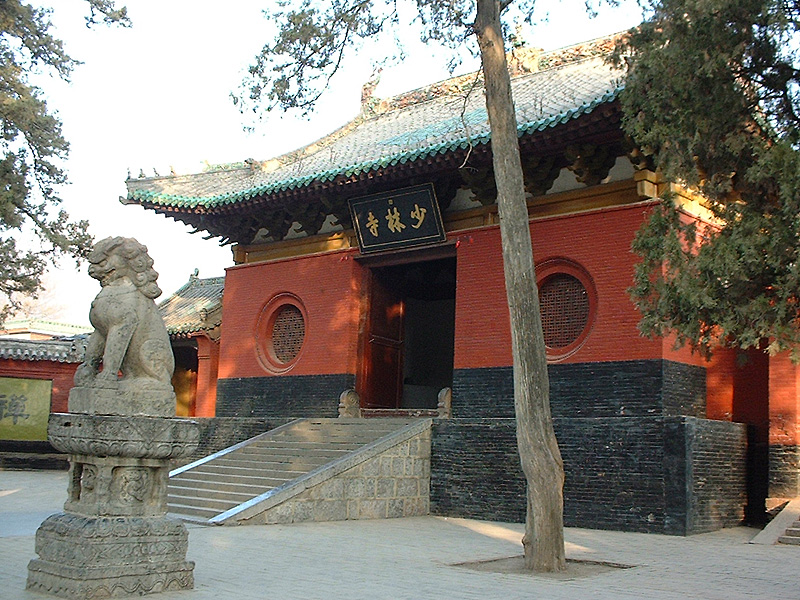
Shaolin-Tempel am Song Shan

Shaolin (chinesisch 少林, Pinyin Shàolín) ist der Name eines buddhistischen Mönchsordens in China und seiner Mitglieder. Ebenso bezeichnet Shaolin das Ursprungskloster des Ordens, das am Berg Songshan im Ort Dengfeng in der Provinz Henan im Herzen Chinas liegt. Es ist berühmt für seinen Kampfkunststil 少林拳 (Shàolínquán, „Faust der Shaolin“), besser bekannt als „Shaolin Kung Fu“. Das Kloster gilt außerdem als die Geburtsstätte des historischen Chan-Buddhismus, des Vorläufers des Zen (kor. Seon, viet. Thien, sanskrit Dhyana).
Den Namen Shaolin-Tempel (少林寺,  Shàolín Sì) tragen daneben auch eine Reihe anderer Klöster in der Volksrepublik China, Korea (Sorim), Indochina und Japan (Shorinji).
Im Westen sind der Orden und das Kloster vor allem durch die Filmgestalt des Mönchs „Kwai Chang Caine“ (gespielt von David Carradine) aus der in den 1970er Jahren entstandenen Fernsehserie Kung Fu und aus zahlreichen weiteren Eastern bekannt geworden, auch wenn die Darstellung der Mönche in der Regel nicht viel mit der Realität zu tun hat. Bekannt geworden sind auch verschiedene „Shaolin“-Showgruppen, die mit ihren akrobatischen Leistungen und beeindruckenden Fähigkeiten durch viele Länder touren, obwohl in der Show vor allem modernes Wushu und ästhetische Showeinlagen von eigens dafür engagierten Darstellern demonstriert werden, die wenig mit den Mönchen des Klosters zu tun haben.
Der Orden der Shaolin hat in den 1980er Jahren in China und im Westen eine Reihe von Tempeln wieder in Betrieb genommen bzw. gegründet. Er versteht sich als Schule des Chan-Buddhismus; die Kampfkunst gilt dabei als Teil der buddhistischen Praxis.

## Name
Der Name des Tempels lautet auf Chinesisch 少林寺 Shàolín Sì. Das Schriftzeichen 少 shǎo bzw. shào trägt die Bedeutung „wenig“ bzw. „jung“, ist aber auch der Name des Berges Shaoshi (少室山), an dessen nördlichem Fuß das Kloster steht. Das Schriftzeichen 林 lín bedeutet „Wald“, 寺 si bedeutet „Tempel“. Der Name Shaolin kann damit also entweder als „Tempel im jungen Wald“ übersetzt werden, reflektiert aber wahrscheinlich die Lage als „Tempel im Wald am Berg Shaoshi“.

## Geschichte

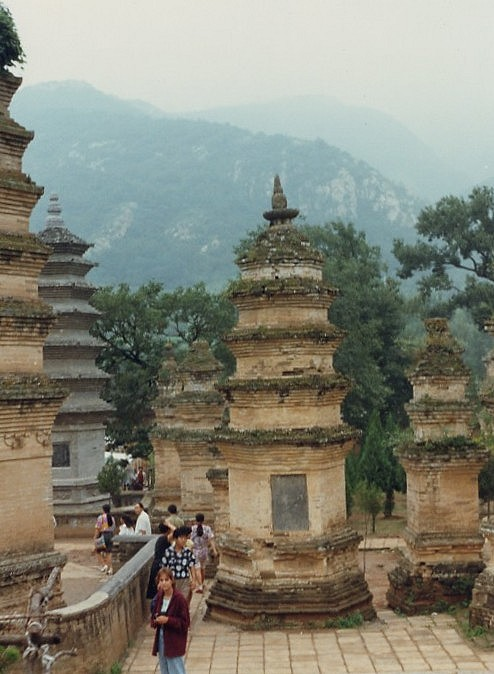
Stupas am Shaolin-Tempel am Songshan, August 1993

496 n. Chr. stattete der Kaiser Xiao Wen (孝文帝, 471–499) der Nördlichen Wei-Dynastie den in Indien geborenen Mönch Batuo (跋陀), in chinesischen Quellen auch Fotuo (佛陀) genannt, mit Geldmitteln aus, um das Shaolin-Kloster im Songshan-Gebirge in der Provinz Henan zu errichten. Unter der Leitung von Batuo entwickelte sich das Shaolin-Kloster zu einem Zentrum der buddhistischen Lehre. Batuo gründete eine Sutra-Übersetzungshalle (Fanjing Tang – 翻經堂) in der Sutrenübersetzer wie Ratnamati und Bodhiruci Sutren aus dem Sanskrit ins Chinesische übertrugen. Der Ruhm dieser Übersetzungs-Akademie war so groß, dass der buddhistische Pilgermönch Xuanzang (603–664) in einer Petition den Kaiser Taizong (599–649) der Tang-Dynastie bat, im Shaolin-Kloster wohnen zu dürfen. Xuanzang gab als Grund für seine Wahl die Leistungen Bodhirucis an.
Der Legende nach lehrte der indische Mönch Bodhidharma (菩提達摩,  Pútídámó), Begründer und erster Patriarch des Chan- bzw. Zen-Buddhismus, der um das Jahr 527 in das Shaolin-Kloster kam, die Grundlagen der Shaolin-Kampfkunst, die dann im Kloster weiterentwickelt und tradiert wurden. Während der Tang-Dynastie (618 -
907 n. Chr.) erlangten die Shaolin-Mönche im chinesischen Reich großes Ansehen. An der Stele vom Jahre 728 ist es historisch belegt, dass das Shaolin-Kloster 13 kämpfende Mönche entsandte, um die bedrängte Dynastie zu unterstützen. Als Dank für die guten Dienste, die diese Mönche leisteten, wurden dem Kloster einige Privilegien zugestanden, unter anderem, einige Mönche als Krieger auszubilden.
Von 1368 bis 1644 erlebte das Shaolin-Kloster und seine Kampfkunst, das von der regierenden Ming-Dynastie gefördert wurde, einen enormen Aufschwung. Die Armee des Klosters war etwa 2.500 Mann stark, und die Kampfkünste des Klosters wurden in unzähligen Varianten und Techniken ausgeübt. In diesem Zusammenhang wird auch von der Blütezeit des Shaolin-Tempels gesprochen.
Der Tempel wurde im Verlauf seiner Existenz etliche Male zerstört, geplündert und wieder aufgebaut.
Am bekanntesten ist die angebliche Zerstörung des Tempels in der Qing-Dynastie durch Kaiser Kangxi (1654–1722). Er soll aus Angst vor der Kampfkraft der Mönche die Zerstörung des Tempels und die Ermordung vieler Mönche veranlasst haben. Tatsächlich war Kangxi wohl eher ein Unterstützer des Tempels, dessen über dem Haupttor des Tempels angebrachte kalligraphische Inschrift noch heute dort hängt.
Die letzte Zerstörung des Klosters erfolgte im Jahre 1928, als verschiedene Kriegsfürsten ihre Streitigkeiten auf dem Gebiet des Tempels ausfochten. Dabei ging ein großer Teil der religiösen Kunstschätze und Schriften des Tempels verloren; nur kleine Teile des Tempels wurden wieder aufgebaut.

## Das südliche Shaolin-Kloster
Legenden berichten von einem zweiten, südlichen Shaolinkloster in Fujian, das bis ins 18. Jahrhundert bestanden haben soll. Möglicherweise bezieht sich die Legende über die Zerstörung des Shaolinklosters während der Regierungszeit des Kaisers Kangxi auf dieses Kloster. Das südliche Shaolinkloster wird als Ursprungsort der südchinesischen Kampfkunststile (z. B. Wing Chun, Weng Chun, Hung Kuen) betrachtet.
Der genaue historische Standort des südlichen Klosters ist unbekannt und wird von mindestens drei Orten in China beansprucht.
In Quanzhou, in der südöstlichen Provinz Fujian, wurde das Shaolinkloster offiziell während der Tang-Dynastie (618–907) gegründet. Eine Überlieferung besagt, dass Mönche aus dem nördlichen Shaolin-Tempel in den Süden kamen, um im Kampf gegen Piraten zu helfen. Andere Überlieferung tradieren, die Mönche seien nach dem Sturz der Ming-Dynastie im 17. Jahrhundert aus dem Norden geflohen.

## Der Pagodenwald

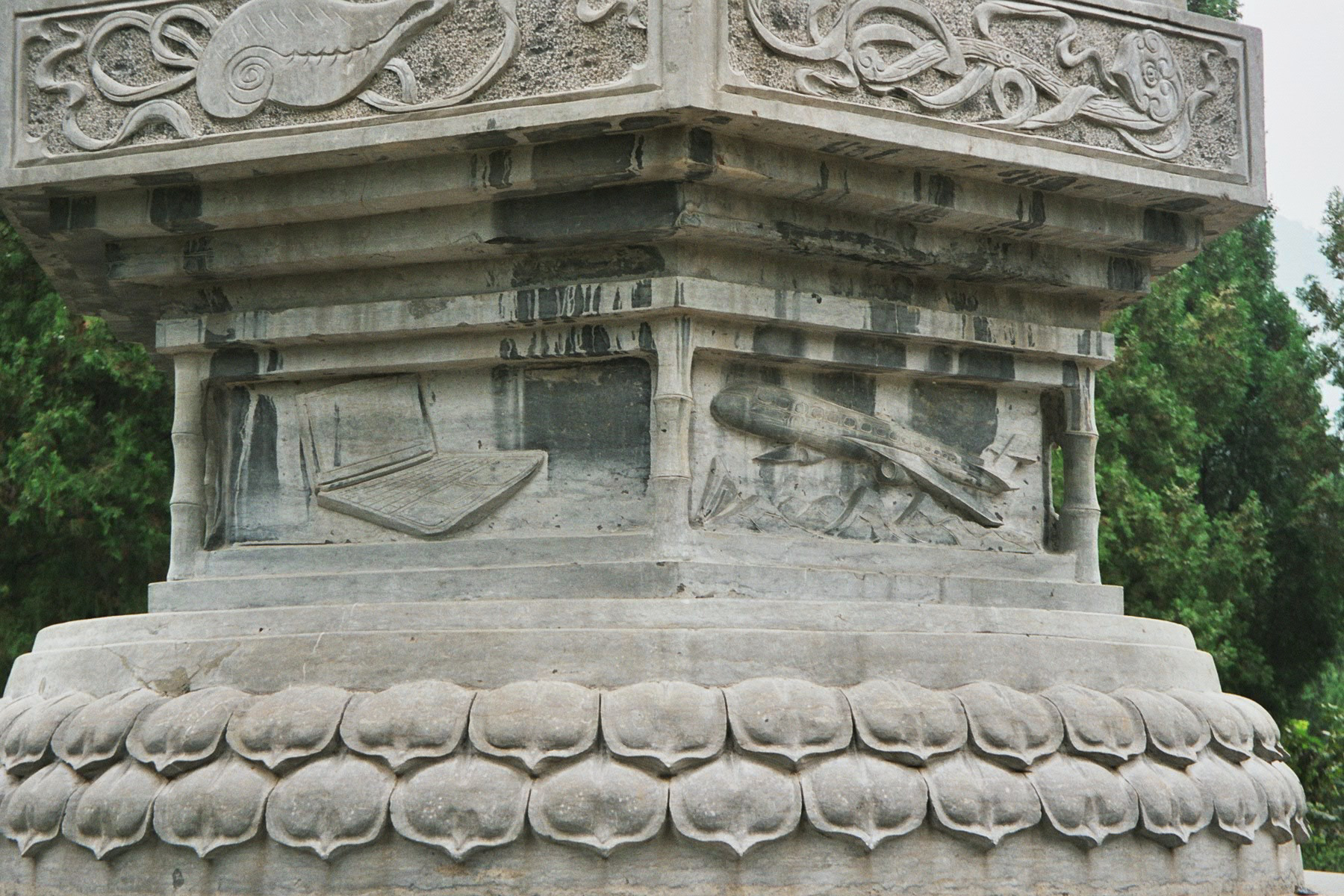
Pagode in Songshan

Der Pagodenwald liegt auf einem Hügel mehr als 280 Meter südwestlich des Shaolin-Tempels und erstreckt sich über eine Fläche von fast 20.000 Quadratmetern. Da der Pagodenwald des Shaolin-Tempels eine historische Datenbank für das Studium antiker Skulpturen und Kalligraphiekünste ist, hat es eine wichtige wissenschaftliche und historische Bedeutung. Chu Zu'an liegt 1,3 Kilometer nördlich des Shaolin-Tempels. Es handelt sich um ein Gedenkgebäude, das in der Song-Dynastie zum Gedenken an Bodhidharma, den ersten Vorfahren des Zen-Buddhismus, errichtet wurde. Da Bodhidharma oft zwischen Songluo reiste und seine Meditation hauptsächlich darin bestand, ruhig mit dem Gesicht zur Wand zu sitzen, wird dieses Nonnenkloster auch „Dharmas Nonnenkloster mit Blick auf die Wand“ genannt. Der Zweite Ahnentempel befindet sich auf dem Gipfel des Zhuyu, gegenüber der ständigen Residenz des Shaolin-Tempels. Es wurde zum Gedenken an den zweiten Vorfahren Huike erbaut, liegt gegenüber dem Tempel des ersten Vorfahren im Norden des Shaolin-Tempels und heißt Nan'an. Die Bodhidharma-Höhle ist eine Natursteinhöhle. Bodhidharma, der Begründer des Zen-Buddhismus, verbrachte neun Jahre damit, in dieser Höhle vor der Wand zu stehen, daher wird sie „Dharma-Höhle“ oder „Dharma-Höhle mit Blick auf die Wand“ genannt.

## Jüngere Geschichte
Nach der Gründung der Volksrepublik China durch Mao Zedong 1949 ließ man die Mönche anfangs gewähren. Im Zug der Kulturrevolution ab 1966 wurden der Tempel aber zerstört und die Mönche verfolgt und vertrieben. Die Ruinen des Klosters waren jahrelang nur von wenigen Mönchen bewohnt. 1982 wurde der Tempel durch den Film Shaolin Temple mit Jet Li im Westen bekannt und auch für den Tourismus entdeckt. Die chinesische Regierung ließ den Tempel wieder aufbauen und erlaubte, im Zuge einer allgemeinen Liberalisierung der Religionsausübung, nun auch wieder den buddhistischen Mönchen, dort legal zu praktizieren.
Der Tempel des Ersten Patriarchen und der Pagodenwald des Shaolin-Tempels (Chuzu an ji Shaolin si talin 初祖庵及少林寺塔林) stehen seit 1996 auf der Liste der Denkmäler der Volksrepublik China (4–89) und gehören seit 2010 als Bestandteil der Historischen Stätten von Dengfeng zum UNESCO-Weltkulturerbe.

### Umstrukturierung

Öffentliches Telefon im Shaolin-Kloster

Im Jahr 1999 wurde der Mönch Shi Yongxin als Abt des Klosters inthronisiert. Neben zahlreichen Aktivitäten zur Wiederbelebung der Kultur der Shaolin machte er auch durch den umstrittenen Abriss von „Shaolin Village“ von sich reden. Bis 2001 waren in der direkten Umgebung des Tempels zahlreiche Kampfkunstschulen zu finden, die nur wenig Verbindung zum Tempel hatten, sich aber mit dem Namen „Shaolin“ schmückten. Dies förderte einerseits die Bekanntheit des Tempels, aus Sicht des Abtes Shi Yong Xin schädigte es aber die traditionellen Werte, da diese Schulen keine Verbindung mit dem Tempel hatten. Im Einverständnis mit der kommunistischen Regierung der Volksrepublik China ließ er daher im September 2001 fast alle Wushu-Schulen in Shaolin enteignen und abreißen. Die betroffenen Schulen wurden zwar mit entsprechenden Grundstücken im nahegelegenen Dengfeng (chin. 登封) entschädigt, zahlreiche Schulen wurden aber gegen ihren Willen vertrieben. Deren Grundstücke, die dem Staat gehören, wurden meist zu Feldern oder Grasflächen. Nur die staatliche Wushu-Schule „Wushu-Guan“, die als Teil des Shaolin-Klosters tätig ist, blieb bestehen.
Das Shaolin-Kloster und seine Umgebung sind heute auch eine Touristen-Attraktion. Stündlich finden vor dem Wushuguan Wushu-Vorführungen statt. Im vorderen Bereich des Tempels selbst wurde der Servicebereich „Shaolin The Stage of Joy“ errichtet, mit Souvenirläden, einem Tourismusbüro sowie einem Restaurant. Der Abriss der Schulen sowie der Aufbau einer zentralisierten Infrastruktur mit Wushu-Schule, eigenem Merchandising und Gastgewerbe werden von Beobachtern teils als Hinweis auf eine kommerzielle Ausrichtung des Shaolin-Klosters gedeutet.

### Shaolin außerhalb von China
Neben dem üblicherweise als Ursprungskloster des Shaolin-Ordens angesehenen Kloster am Songshan gibt es sowohl in China als auch außerhalb verschiedene Tempel und Kloster, die den Namen Shaolin tragen oder getragen haben. Insbesondere in der Zeit der Kulturrevolution, als viele Mönche aus China flohen, wurden von diesen häufig solche Klöster und Tempel in anderen Ländern gegründet.
Seit der Einsetzung des Abtes Shi Yongxin und seiner Bemühungen, das Kloster bekannter und moderner zu machen, gibt es darüber hinaus verschiedene „offizielle“ Ausgründungen des Klosters in der ganzen Welt. Diese stehen nicht selten in Konflikt mit den bereits etablierten „Shaolin“-Klöstern, da das Ausgangskloster in Henan mittlerweile versucht, die Verwendung des Namens Shaolin weltweit auf die mit dem Hauptkloster vertraglich verbundenen Einrichtungen zu begrenzen.

#### Deutschland
In Deutschland gibt es einen Shaolin-Tempel, der offiziell als Vertreter des chinesischen Muttertempels gegründet wurde, den Shaolin-Tempel Deutschland in Berlin. Hinzu kommt das 2019 in Köln von Großmeister Shi Yan Po gegründete Shaolin Kulturzentrum von Köln als weiterer, legitimierter Ableger. 
Am 1. September 2010 wurde die „Shaolin Europe Association (SEA)“ durch den Ehrwürdigen Großmeister Shi Yong Xin, Abt des Shaolin-Tempels Henan (China), in Wien gegründet. Die Shaolin Europe Association ist eine Dachorganisation zur Förderung der Verbreitung authentischer Shaolin-Kultur in Europa und hat ihren Hauptsitz in Berlin.
Seit Ende der 2000er Jahre berichteten deutschsprachige Medien auch über einen Shaolin-Tempel in Kaiserslautern, der inzwischen in einem Anwesen in Otterberg ansässig ist. Es handelt sich demnach um ein durch Angehörige des Shaolin-Ordens betriebenes Ausbildungszentrum für Jugendliche und junge Erwachsene. Seit einiger Zeit wird diskutiert, ob der Shaolin Tempel in Otterberg anerkannt war oder ist. Das Zentrum bezeichnet sich selbst als „Shaolin-Tempel“ und wird durch Monroe Coulombe unter dem chinesischen Namen Shi Heng Zong betrieben, der sich Abt nennt und behauptet, der erste nichtchinesische Mönch des Shaolin-Ordens seit 200 Jahren zu sein. Nach Aussage des Ordens ist Coulombe weder Mönch noch Abt der Shaolin. Coulombe zählt zu den Mitbegründern des Shaolin Tempel Kaiserslautern im Jahre 1995.
Auf die Aufforderung des Berliner „Shaolin Tempel Deutschland“, seinen Namen zu ändern, reagierte Coulombe nie. Ein Verfahren wegen Verdachtes auf Betrug wurde durch die Staatsanwaltschaft „mangels hinreichendem Verdacht“ eingestellt. Im Jahr 2010 schaltete sich das Landesjugendamt ein.

#### Österreich
Der Shaolin-Tempel Österreich ist ein buddhistischer Tempel des chinesischen Ordens der Shaolin und hat seinen Sitz in Wien. Er wurde 2011 von Großmeister Shi Yan Liang, Dharma Meister des Tempels in Henan, gegründet. Shi Yongxin weihte den Tempel am 1. Oktober 2011 ein. In Österreich ist es der einzige Ableger des Shaolin-Tempels in Henan. Der Tempel in Wien ist eines der größten chan-buddhistischen Zentren außerhalb Chinas.
Rechtsträger des Shaolin-Tempel Österreich ist der Shaolin Kulturverein mit Sitz in Wien. Der Tempel ist weiterhin Mitglied der Shaolin Europe Association, die am 1. September 2010 ebenfalls durch Shi Yong Xin in Wien gegründet wurde.